# Subida al Calvario (Maurice Denis)
Subida al Calvario o El Calvario es una pintura de Maurice Denis que forma parte de la colección del Museo de Orsay de París. Fue realizada para ilustrar el primer poema del libro Sagesse de Paul Verlaine.

## Descripción
La obra representa la cuarta estación del Viacrucis tradicional, el encuentro de Jesús y María en la Calle de la Amargura. La composición se resuelve mediante una marcada diagonal que señala la cruz que porta Cristo y la estela de Santas Mujeres que acompañan a la Virgen. Al fondo, envuelta en la penumbra, aparece la tropa de soldados romanos con sus lanzas y estandartes.
Las formas se resuelven mediante marcadas curvas que enmarcan extensiones planas de color. Los rostros no aparecen definidos, pues no hay una búsqueda de la naturalidad sino una intención expresiva en lo sintético de la estética.

## Estilo
La obra pertenece a la etapa de la producción de Denis inscrita en el movimiento Nabi. Puede constatarse en elementos como el uso más expresivo que realista del color. El rojo de la túnica de Cristo es el color del sacrificio en la iconografía católica, mientras que el negro de las vestimentas de las mujeres otorga un envoltorio lúgubre a la composición.
Los volúmenes curvos que enmarcan los grandes planos cromáticos recuerdan a las formas del Art Nouveau, los grabados Ukiyo-e y con el cartelismo modernista.